# Aspidiotus nerii
La cocciniglia bianca del limone (Aspidiotus nerii Bouché, 1833) è un insetto fitomizo dell'ordine dei Rhynchota Homoptera Sternorrhyncha (superfamiglia Coccoidea, famiglia Diaspididae).

## Generalità
È una specie diffusa ovunque nelle aree del bacino del Mediterraneo, dove attacca gli agrumi e, in particolare il limone, ma essendo assai polifaga vive anche su altre piante, all'aperto e in serra: olivo, aucuba, edera, oleandro, palma, acacia, agave, carrubo, asparago, ecc.

## Descrizione
È riconoscibile per il colore e la forma dei corpi (follicolo). 
Come in tutti i Diaspini, la femmina e le neanidi di 2ª età sono racchiuse in un follicolo, un involucro protettivo costruito con seta, cera, escrementi ed esuvie degli stadi preimmaginali precedenti. Il follicolo femminile è rotondeggiante, lungo circa 2 mm, è di colore nocciola chiaro, con esuvie di colore giallo poste al centro.
Il follicolo maschile, che interessa solo la neanide di 2ª età, è più piccolo di quello femminile, di colore bianco candido e di forma leggermente ovale.

## Ciclo biologico
La cocciniglia svolge nei nostri ambienti 3-4 generazioni annuali. L'Aspidiotus nerii trascorre il periodo invernale in vari stadi di sviluppo con prevalenza, però, dello stadio di femmina non fecondata.
In primavera le femmine vengono fecondate dai maschi ed inizia la deposizione delle uova (da 50 a 100 unità). Le neanidi della 1ª generazione nascono in maggio dopo 15 giorni di incubazione, abbandonano il follicolo materno e, dopo un periodo di mobilità di alcune ore, si fissano ed iniziano l'attività trofica avviando nel contempo la formazione dello scudetto protettivo.
Raggiunta la maturità, queste femmine generano la 2ª generazione, con la comparsa delle neanidi in luglio. Seguono poi la 3ª generazione, con la nascita delle neanidi in settembre, e nelle località più calde un'eventuale 4ª generazione.

## Danni
Sugli agrumi il diaspino attacca generalmente rami, foglie e frutti, provocando un generale deperimento della pianta.
La cocciniglia infesta preferibilmente la pagina inferiore delle foglie, ricoprendola talora interamente.
Il danno sulle foglie, in seguito alla sottrazione dei succhi vegetali si manifesta con ingiallimenti, disseccamenti e filloptosi.
I danni più massicci interessano i frutti di limone sui quali è presente spesso in gran numero formando talora incrostazioni ben evidenti. I frutti colpiti stentano a crescere e perdono valore commerciale. Sui limoni, in particolare, le zone circostanti i punti di insediamento delle cocciniglie rimangono di colore verde e spiccano fortemente sul frutto maturo. Infatti, anche un lieve attacco lascia maculature circoscritte ma deturpanti sui frutti, arrecando un danno di tipo estetico con conseguente deprezzamento del prodotto.

## Antagonisti
Questo fitofago è limitato da numerosi parassitoidi e predatori.
Fra i predatori si annoverano diversi Coleotteri Coccinellidi, quali Chilocorus bipustulatus, Exochomus quadripustulatus, Lindorus lophantae e Scymnus spp.
Fra i parassitoidi vi sono Imenotteri Calcidoidei Afelinidi come Encarsia citrina (syn. Aspidiotiphagus citrinus), e Aphytis spp. ectofagi.

## Difesa
Per il suo controllo risultano soddisfacenti i trattamenti con oli bianchi all'1-2%, alla comparsa delle neanidi mobili.